# Tre Valli Varesine 1973
La Tre Valli Varesine 1973, cinquantatreesima edizione della corsa, valido come campionato nazionale in linea, si svolse il 24 giugno 1973 su un percorso di 257,3 km. La vittoria fu appannaggio dell'italiano Enrico Paolini, che completò il percorso in 6h34'01", precedendo i connazionali Marcello Bergamo e Italo Zilioli.
Sul traguardo di 34 ciclisti, sui 97 partiti, portarono a termine la competizione.

## Ordine d'arrivo (Top 10)
| Pos. | Corridore             | Squadra         | Tempo    |
| ---- | --------------------- | --------------- | -------- |
| 1    | Enrico Paolini        | Scic            | 6h34'01" |
| 2    | Marcello Bergamo      | Filotex         | s.t.     |
| 3    | Italo Zilioli         | Dreherforte     | s.t.     |
| 4    | Franco Bitossi        | Sammontana      | s.t.     |
| 5    | Fabrizio Fabbri       | Magniflex       | s.t.     |
| 6    | Costantino Conti      | Zonca-Santini   | s.t.     |
| 7    | Wladimiro Panizza     | G.B.C.-Itla     | s.t.     |
| 8    | Giacinto Santambrogio | Bianchi-Piaggio | s.t.     |
| 9    | Donato Giuliani       | Filotex         | s.t.     |
| 10   | Walter Riccomi        | Sammontana      | a 9"     |